# Cometes
Cometes is een kevergeslacht uit de familie van de boktorren (Cerambycidae). De wetenschappelijke naam van het geslacht werd voor het eerst geldig gepubliceerd in 1828 door Lepeletier & Audinet-Serville in Latreille.

## Soorten
Cometes omvat de volgende soorten:
- Cometes carinatus Villiers, 1958
- Cometes hirticornis Lepeletier & Audinet-Serville, 1828
- Cometes mediovittipennis Santos-Silva & Tavakilian, 2009
- Cometes melzeri Santos-Silva & Martins, 2004
- Cometes monnei Hovore & Santos-Silva, 2007
- Cometes zikani Melzer, 1926